# Narundi

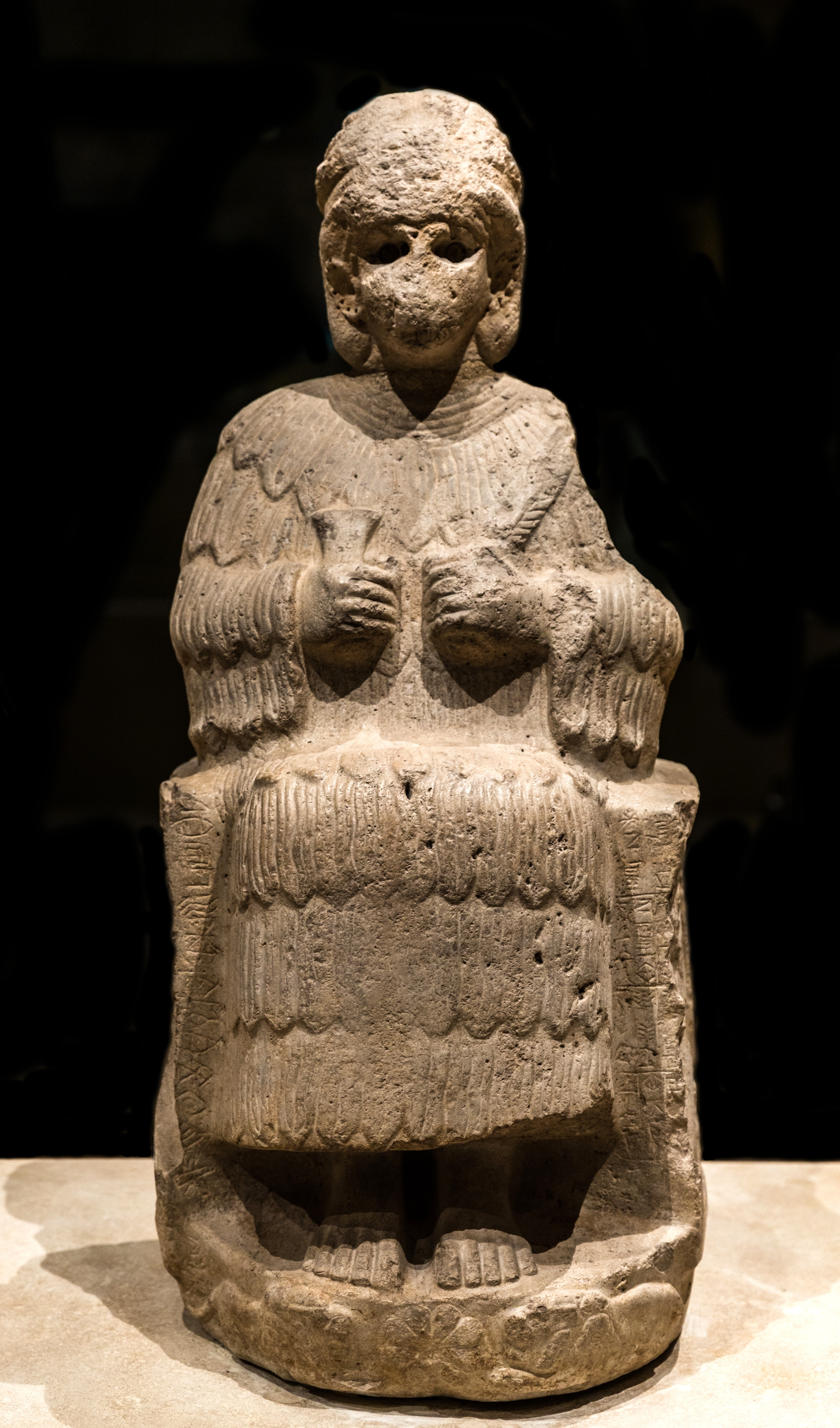
Una estàtua de Susa del regnat de Puzur-Inshushinnak, segurament una representació de Narundi. Ara al Museu del Louvre

Narundi (𒀭𒈾𒊒𒋾 na-ru-ti) o Narunde era una dea de la religió elamita adorada a Susa (Iran). N'hi ha constància entre el 2250 i el 1800 abans de la nostra era. S'esmenta en moltes inscripcions i se suposa que llavors era una deïtat popular. En èpoques posteriors, apareix només a Mesopotàmia, on exercia un paper en rituals apotropaics en associació amb els Sebitti. N'hi ha moltes fonts de finals d'Assíria, però no és segur que s'hagen de considerar una indicació d'un culte continu.

## A Elam

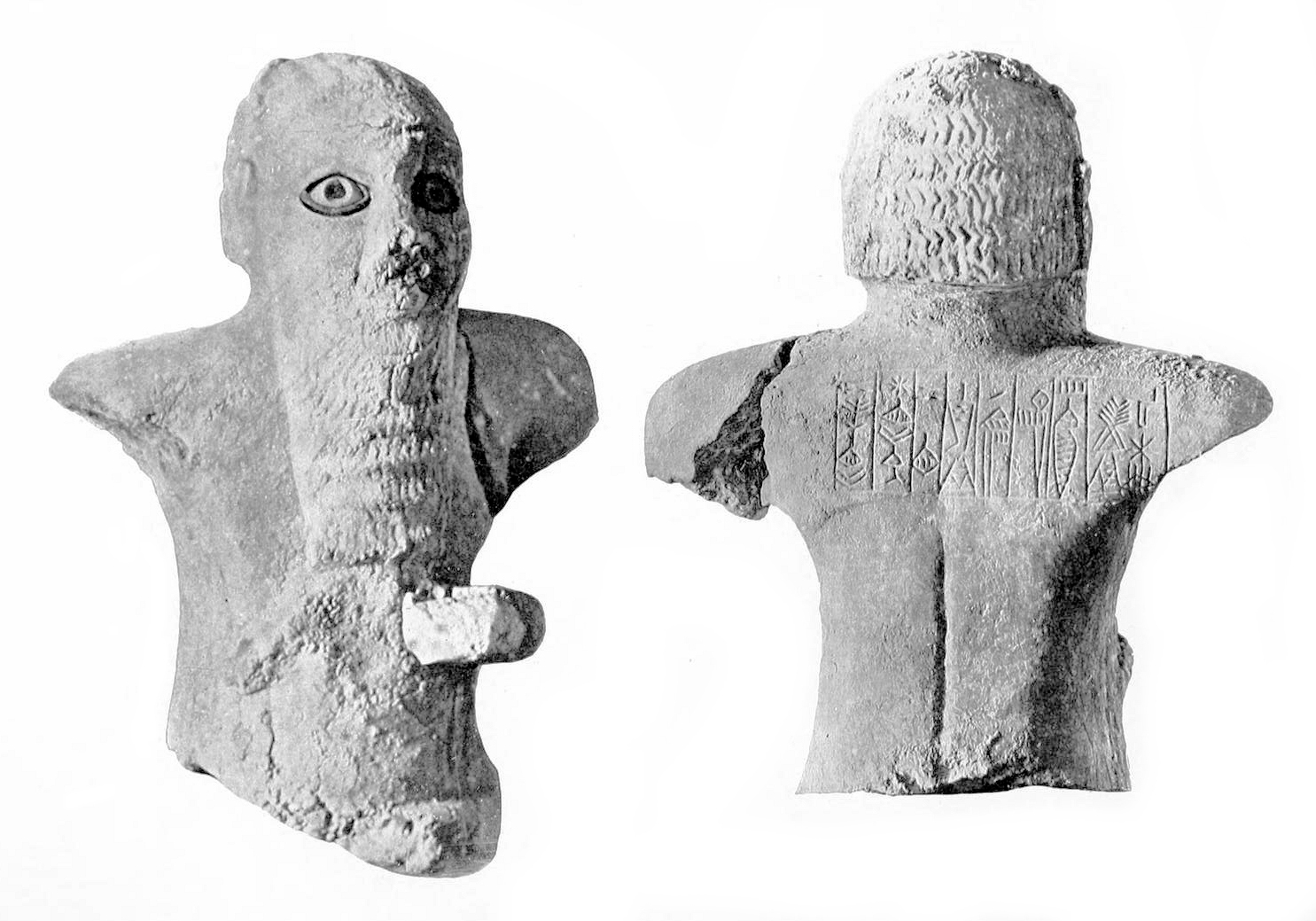
Estàtua arcaica amb la inscripció d'Eshpum al revers

Narundi és la deïtat elamita més antiga testificada. Apareix per primera vegada en fonts contemporànies del regnat de l'Imperi accadi, i segons Javier Álvarez-Mon va gaudir de popularitat en els primers períodes. Heidemarie Koch suggerí que fos una dea de la victòria. Fou venerada a Susa si més no des del 2260 abans de la nostra era, com indica una estàtua dedicada a ella trobada en l'anomenat Manixtuixu. El seu estil és característic de l'art mesopotàmic del període dinàstic arcaic (2500 ae), tot i que la inscripció és uns 250 anys més recent, i afirma que Eshpum, un funcionari local, la va dedicar a Narundi en nom de Manixtuixu, rei de l'Imperi accadi:[7]
| « | 𒈠𒀭𒅖𒌅𒋢 / 𒈗 / 𒆧 / 𒀹𒅗 / 𒀵𒋢 / 𒀀𒈾 / 𒀭𒈾𒊒𒋾 / 𒀀𒈬𒈾𒊒 "ma-an-iš-tu-su / lugal / kiš / eš18-pum / ARAD2-su / a-na / {d}na-ru-ti / a mu-na-ru «Perquè Manixtuixu, rei de Kish, Eshpum, servent seu, dedicà aquesta estàtua a Narundi». | » |

Segons Nancy Highcock, el més probable és que Eshpum reutilitzàs l'estàtua d'un adorador anònim anterior després de trobar-la durant la restauració d'un temple, i degué triar-la per a aquest fi per la seua antiguitat. Actualment encara es troba en la col·lecció del Louvre (inv. S82).
En la mateixa època s'esmenta també Narundi en un tractat de Naram-Sin d'Accàdia.

### Durant el regnat de Kutik-Inshushinnak
En les fonts del regnat de Puzur-Inshushinak, Narundi és la segona deïtat més esmentada després d'Inshushinak. Astatue presumeix la representació d'ella coneguda d'aquest període. És la primera escultura de grandària natural que es coneix i que se suposa que representa una dea. El cap es va descobrir a l'acròpolis de Susa el 1904, i el cos al mateix lloc el 1907, i s'ajuntaren el 1967 al Louvre. Està inscrita amb text tant en accadi cuneïforme i elamita lineal. La identificació habitual de l'escultura com una representació de Narundi es basa en la suposició que el seu nom apareix en aquest text, la qual cosa continua sent incerta. Se la representa amb un kaunakes que li cobreix la major part del cos, i amb un tocat amb quatre parells de banyes. Sosté una palma i una copa, i seu en un tron decorat amb tres parells de lleons rugents. S'han assenyalat similituds entre la iconografia d'aquesta presumpta representació de Narundi amb les representacions mesopotàmiques d'Inanna. Potser fos una representació d'aquesta darrera portada a Susa com a botí de guerra, i posteriorment inscrita.
Puzur-Inshushinak també esmenta Narundi en fórmules de maledicció. Una inscripció en una taula la invoca al costat d'Inshushinak, Inanna i Nergal per a evitar la seua destrucció. Una altra, identificada en una estatueta, li implora a ella, a Inshushinak, a Xamaix, a Nergal i a una deïtat el nom de la qual no es conserva, que privava de descendència a qui l'eliminàs. En una estela commemorativa que descriu la construcció d'un temple d'un canal s'esmenta després d'Inshushinak, Xamaix, Enlil, Enki, Ixtar, Nanna i Ninhursag, i abans de «tots els déus». És possible que la selecció de déus pretengués imitar les inscripcions de Naram-Sin, amb les deïtats més importants del panteó elamita afegides a la llista usual dels principals membres del panteó de Mesopotàmia.

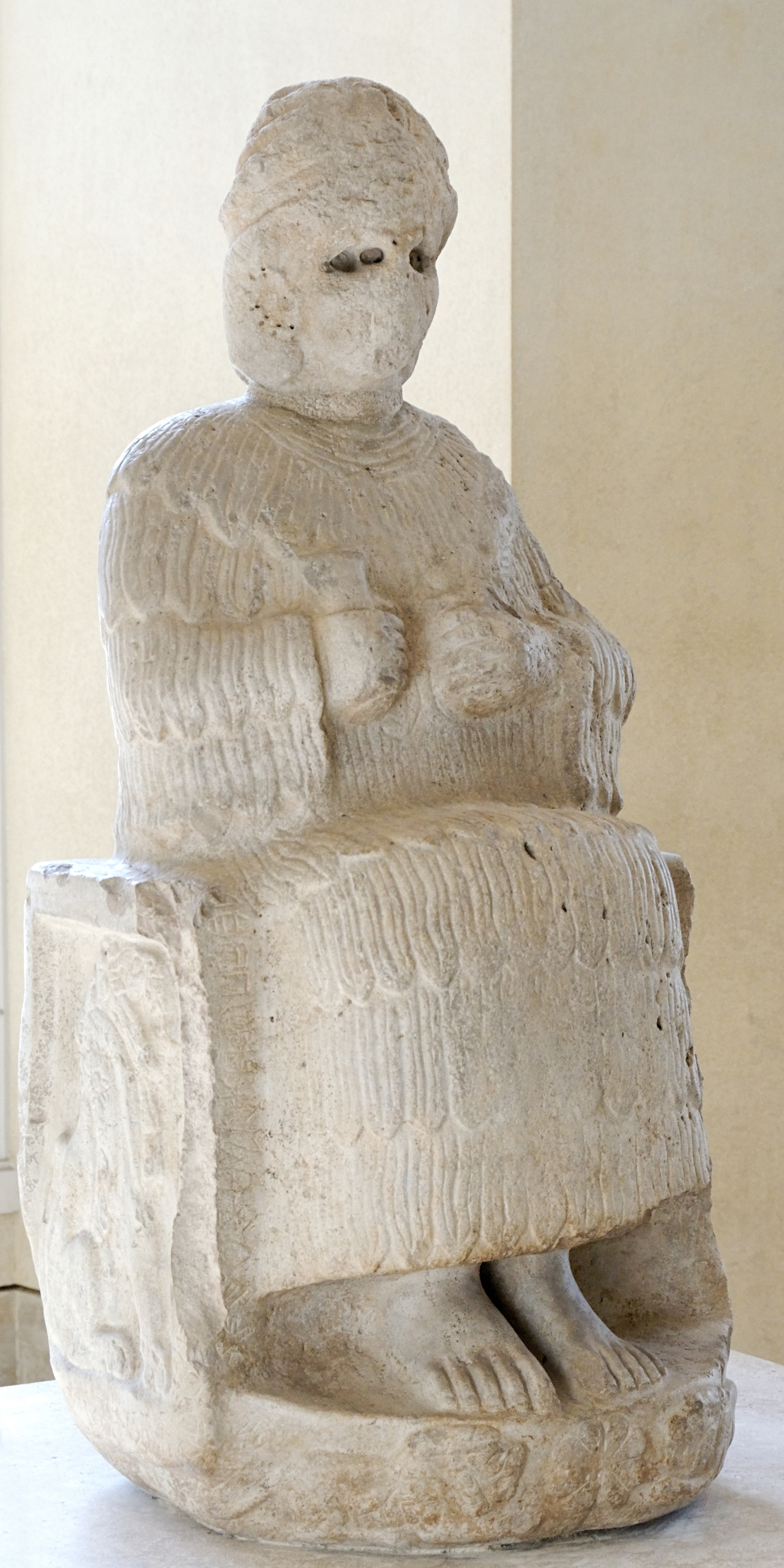
L'estàtua, inscrita amb text en elamita lineal i en accadi
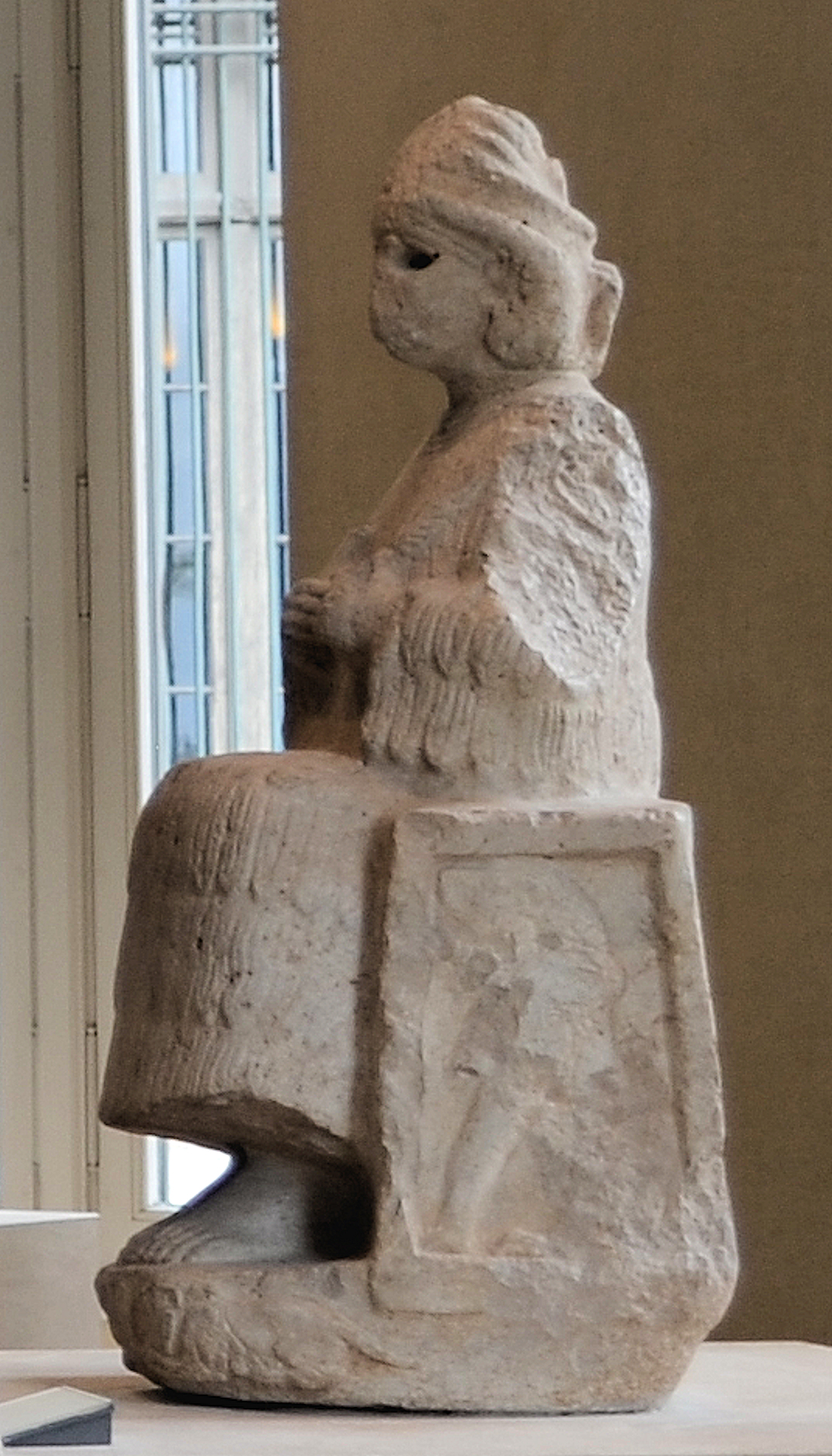
Els lleons al costat del tron
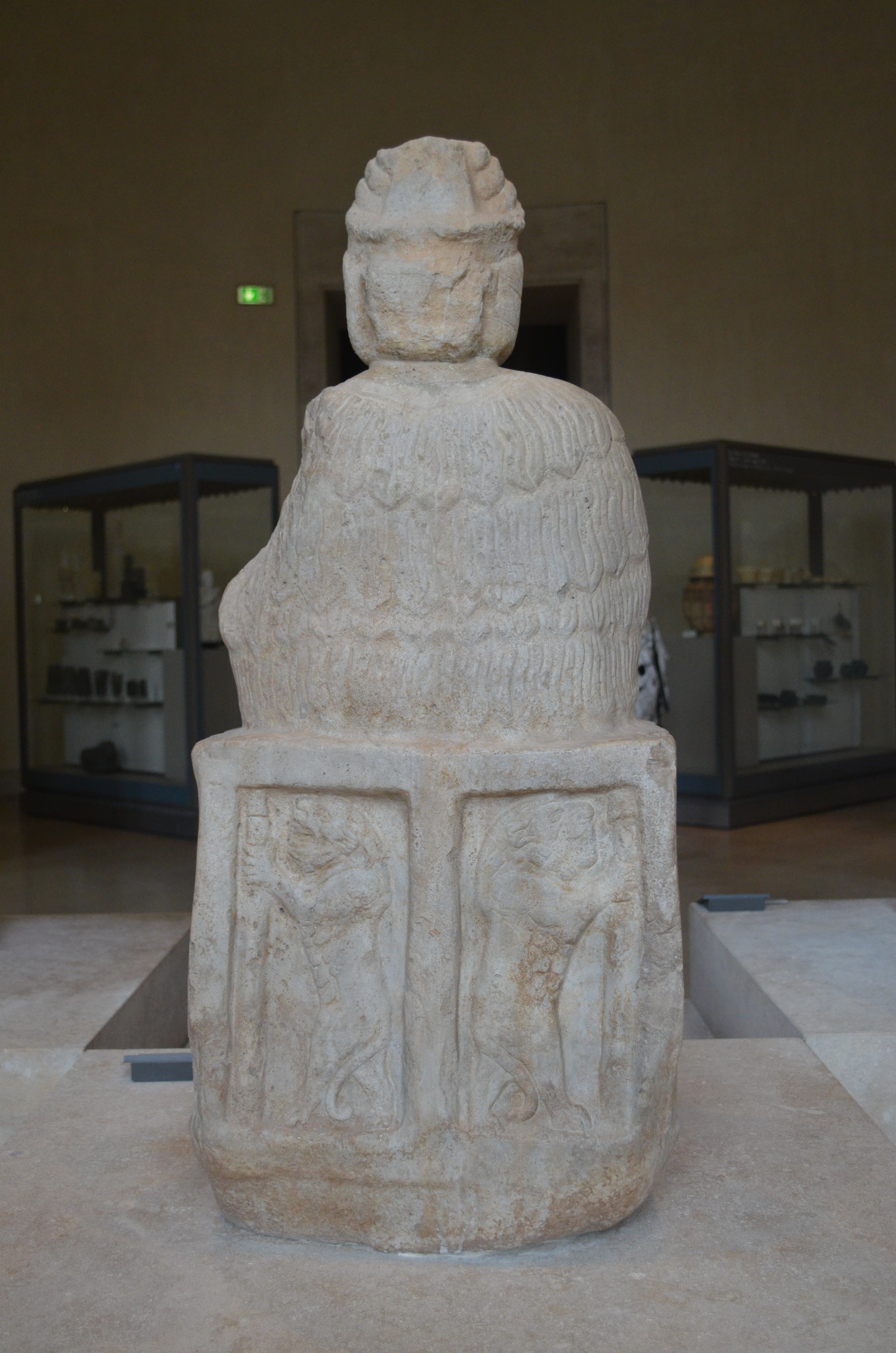
Els lleons al suport del tron

### Testimoniatges elamites posteriors
Al voltant de l'any 1800 ae, Attahušu, una sukkalmah d'Elam, va construir un temple dedicat a Narundi. Tot i estar també testificada en noms teòfors masculins i femenins de Susa del mateix període, com ara Ku-uk-Na-ru-de i dNa-ru-de-um-mi, aquest darrer accadi, en els períodes següents ja no apareix pas en les fonts elamites.

## A Mesopotàmia

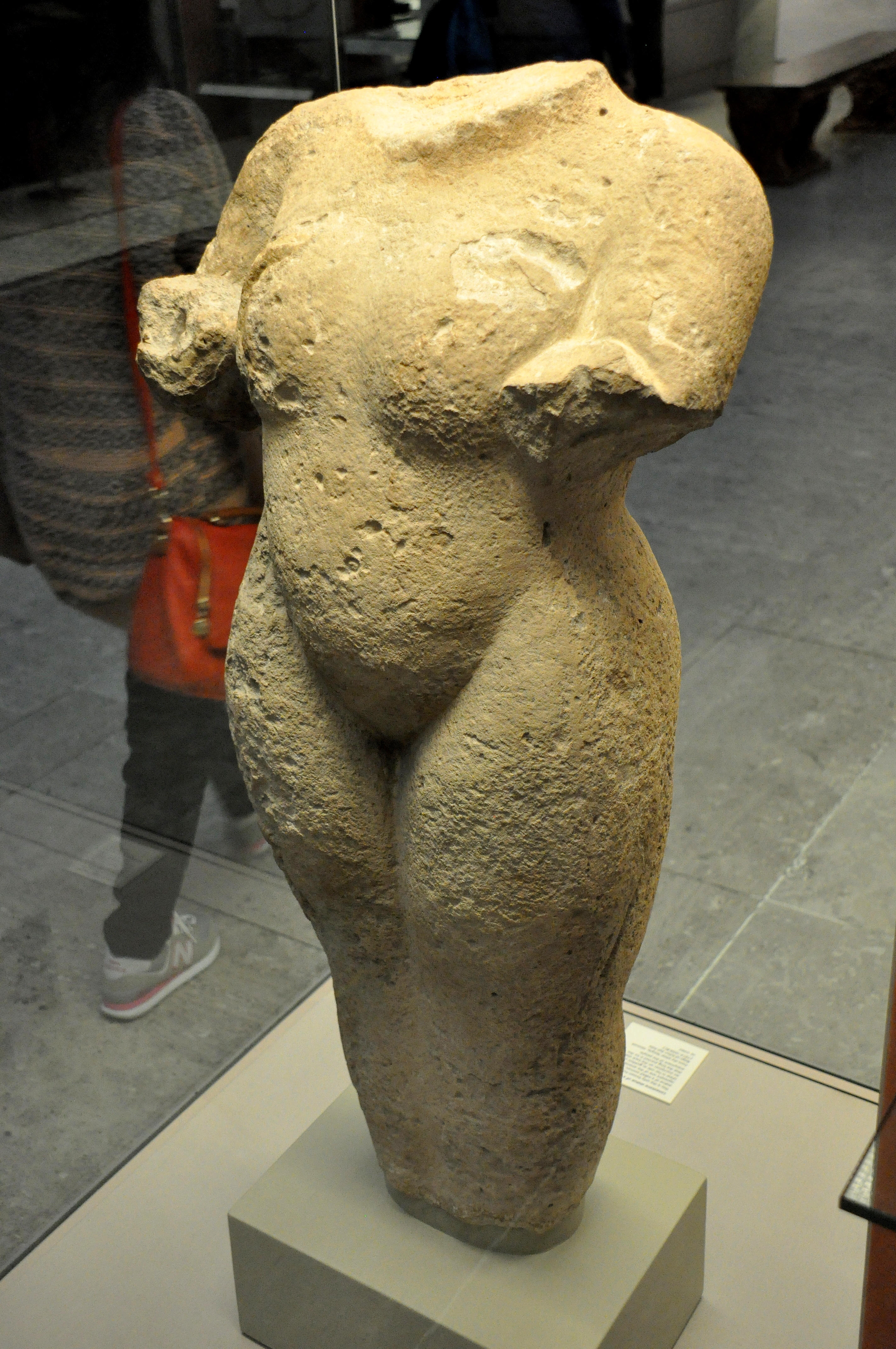
Figura del regnat d'Ashur-bel-kala, identificada per Frans Wiggermann com a possible representació de Narundi

Les referències a Narundi posteriors als darrers testimonis d'ella en fonts elamites provenen de Mesopotàmia. Apareix en una llista de déus de l'Imperi paleobabilònic de Nippur. També en un únic nom teòfor femení, Narudi-gamilat, dins un document d'aquesta ciutat que tracta sobre teixidores, datat del regnat de Rim-Sin I de Larsa. Frans Wiggermann sosté que podria equiparar-se a Ixtar o Nanaya en els seus rols relacionats amb la guerra, o podria ser vista com una germana de les Sebitti. També se la podria considerar germana d'un grup equiparat a elles, en la llista de déus An = Anum referida com els «Set Divins d'Elam», possiblement una invenció «especulativa i secundària» per a conciliar la diferència cultural entre Narundi i les Sebitti. Segons Javier Álvarez-Mon, dels set membres d'aquest darrer grup, Xipali(x), Ibnahāx(x), Ibnasasa, Dahxixrīx, Rūxpānaxpix, Nahundi i Igixtu, només els dos darrers es troben en alguna altra font. L'associació de Narundi amb els sebitti es testifica per primera vegada en fonts de l'Imperi assiri Mitjà. Va ser adorada al costat d'ells a Assur. Wiggermann suggereix que una escultura d'una dona nua del regnat d'Aixurbelkala, segons una inscripció que l'acompanya feta «per a excitar» i col·locada sota la protecció dels sebitti, podria ser una representació de Narundi o d'una deïtat anàloga. Gina V. Konstantopoulos considera que això és poc probable, ja que mentre que ella era l'única deïtat femenina associada amb aquest grup, les inscripcions els associen amb l'oest, en lloc d'amb Elam. En un ritual tākultu del regnat de Sennàquerib, se la invoca en un ritual de purificació. Segons Beate Pongratz-Leisten, és impossible avaluar si els testimoniatges assiris de Narundi són una indicació d'un culte continu supervivent o si només són referències literàries a rituals més antics.
D'acord amb fonts de Mesopotàmia, l'atribut de Narundi era un timbūtu, un instrument musical no identificat, segurament semblant a una arpa. En l'anomenat Bird Call Text, se l'associa amb dos ocells no identificats: katīmatu, el crit del qual és «germà, germà», i siḫ- KUR, el crit del qual és «Ai, ai!» (u8-o-a u8-o-a). El katīmatu està, d'altra banda, poc documentat, tot i que se sap que el nom deriva del verb accadi katāmu, 'cobrir' o 'vetlar'. Siḫ-KUR és actualment impossible d'identificar. Wilfred G. Lambert assenyalà que el text sembla reflectir només els punts de vista teològics típics del mil·lenni I abans de la nostra era, i considerava impossible avaluar si es tractava de connexions preexistents entre deïtats i ocells, o si les va inventar basant-se en la interpretació teològica dels cants dels animals.